# 이동화 (1907년)
이동화(1907년 ~ 1995년)는 독립운동가, 정치인이다.

## 생애
- 1907년 평안남도 강동군 출생
- 1920년 4월 평양 숭덕학교 4학년에 편입하여 이듬해 평양 광성고등보통학교에 입학 장덕수, 조만식, 신흥우 등 민족지도자들의 강연을 들으며 민족의식 고취
- 1925년 3월 일본으로 건너가 구마모토[熊本] 세이세이코 중학교 4학년에 편입
- 1926년 야마구치고등학교[山口高等學校]에 입학
- 1929년 도쿄제국대학[東京帝國大學] 정치학과에 입학
- 1938년 중앙불교전문학교의 정치학교수가 되었는데 지하 항일 연구 모임을 지도
- 1941년 일본경찰에 발각되어 치안유지법 위반으로 구속
- 1943년 1월 병으로 형 집행이 정지
- 1945년 봄, 이화여자전문학교 부속병원 사무장으로 있으면서 여운형(呂運亨)의 항일 지하조직인 건국동맹에 참여
- 1945년 해방 후 건국준비위원회 중앙집행위원회 서기국 서기
- 1945년 9월 평양민보 주필
- 1946년 10월 조소(朝蘇)문화협회 부위원장
- 1950년  대한민국 육군본부 정보국 문관
- 1952년 경북대학교 정치학과 교수
- 1953년 3월 임시 수도 부산에서 내외문제연구소를 개설하고 소장에 취임
- 1954년에는 성균관대학교 정치학과 교수
- 1955년 12월 진보당 창당준비위원회
- 1957년 서상일(徐相日) 등과 함께 민주혁신당을 창당
- 1958년 1월 진보당사건에 연루되어 구속되었으나, 무죄로 풀려남
- 1960년 4·19혁명이 일어나자 진보당 계열과 민주혁신당 계열 인사로 사회대중당의 결성
- 5·16군사정변 이후 구속되어 1
- 962년 4월 혁명재판소 상소심에서 징역 7년을 선고
- 1964년 8월 형집행정지로 석방
- 1972년 1월 대중당 대표최고위원 권한대행으로 다시 정계에 복귀
- 1972년 민족통일촉진회 발기인, 고문
- 10월유신 후 정당에서 손을 떼고 민주회복운동과 통일운동에 주력
- 1983년 7월 민주사회주의연구회를 창립
- 민주주의와 복지사회를 구현하는 대안적 이념으로서 민주사회주의를 정립
- 한반도 통일방안에 대하여 민주화와 복지사회 건설을 통한 남북한의 구조적·체제적 수렴 과정을 거치는 가운데서의 평화적 통일, 주변 4대 열강 이익의 합리적 조정을 통한 중립화 통일을 주장했으며, 초기 통일국가의 과도적 형태로 '국가연합' 방안을 제시

## 논문
- 〈8·15를 전후한 여운형의 정치활동〉
- 〈공존의 문제와 냉전의 새 단계〉
- 〈한국적 사회주의의 길〉
- 〈아시아의 평화와 한반도〉·
- 〈한국 혁신 정당운동의 인맥과 활동평가〉
- 〈작금의 내외정세와 한반도 통일〉

## 번역서
〈볼셰비즘 정치이론의 비판〉
1. ↑  “한국민족문화대백과”.
2. ↑  “4학년 편입”.
3. ↑  “인명록”.[깨진 링크(과거 내용 찾기)]
4. ↑  “독립운동가 이동화”.
5. ↑  “독립운동가 이동화”.
6. ↑  “민주사회주의연구회를 창립”.